# نهائي كأس رابطة الأندية الإنجليزية المحترفة 1975
نهائي كأس رابطة الأندية الإنجليزية المحترفة 1975 هي المباراة النهائية من منافسة كأس رابطة الأندية الإنجليزية المحترفة 1974–75، أقيمت المباراة في 1 مارس 1975، في ملعب ويمبلي، بين فريقي أستون فيلا، ونورويتش سيتي، وفاز فيها أستون فيلا، بعد أن هزم نورويتش سيتي، بنتيجة 1 - 0، وكان حكم المباراة غوردون هيل (حكم كرة قدم).

## تفاصيل المباراة
لعبت المباراة النهائية في 1 مارس 1975.
| أستون فيلا | 1 -0 | نورويتش سيتي |
| ---------- | ---- | ------------ |
|            |      |              |